# 라켓

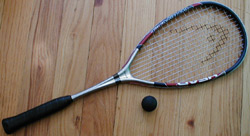
스쿼시 라켓과 공.

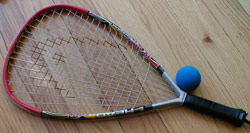
라켓볼 라켓과 공.

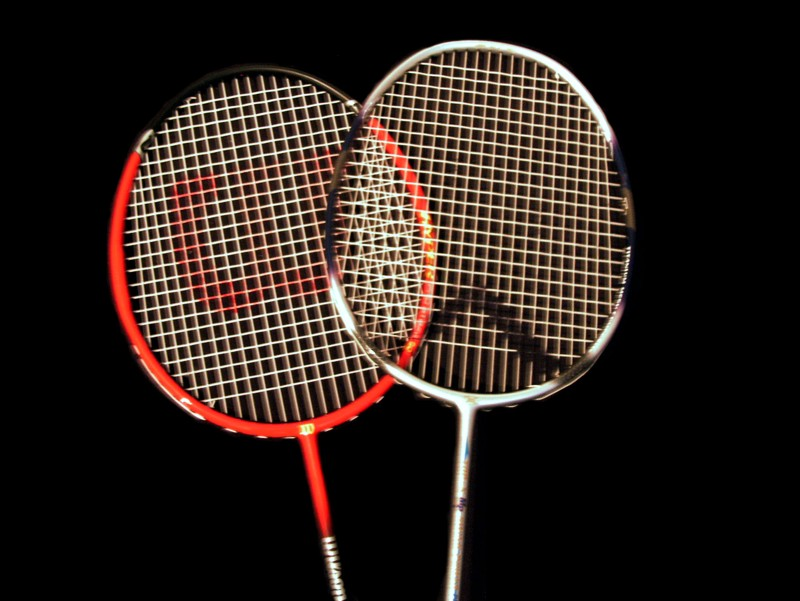
배드민턴 라켓.

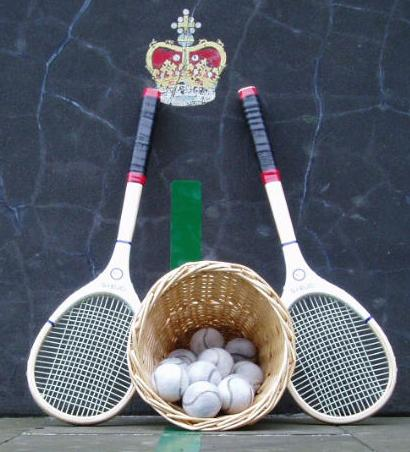
실내 테니스 라켓.

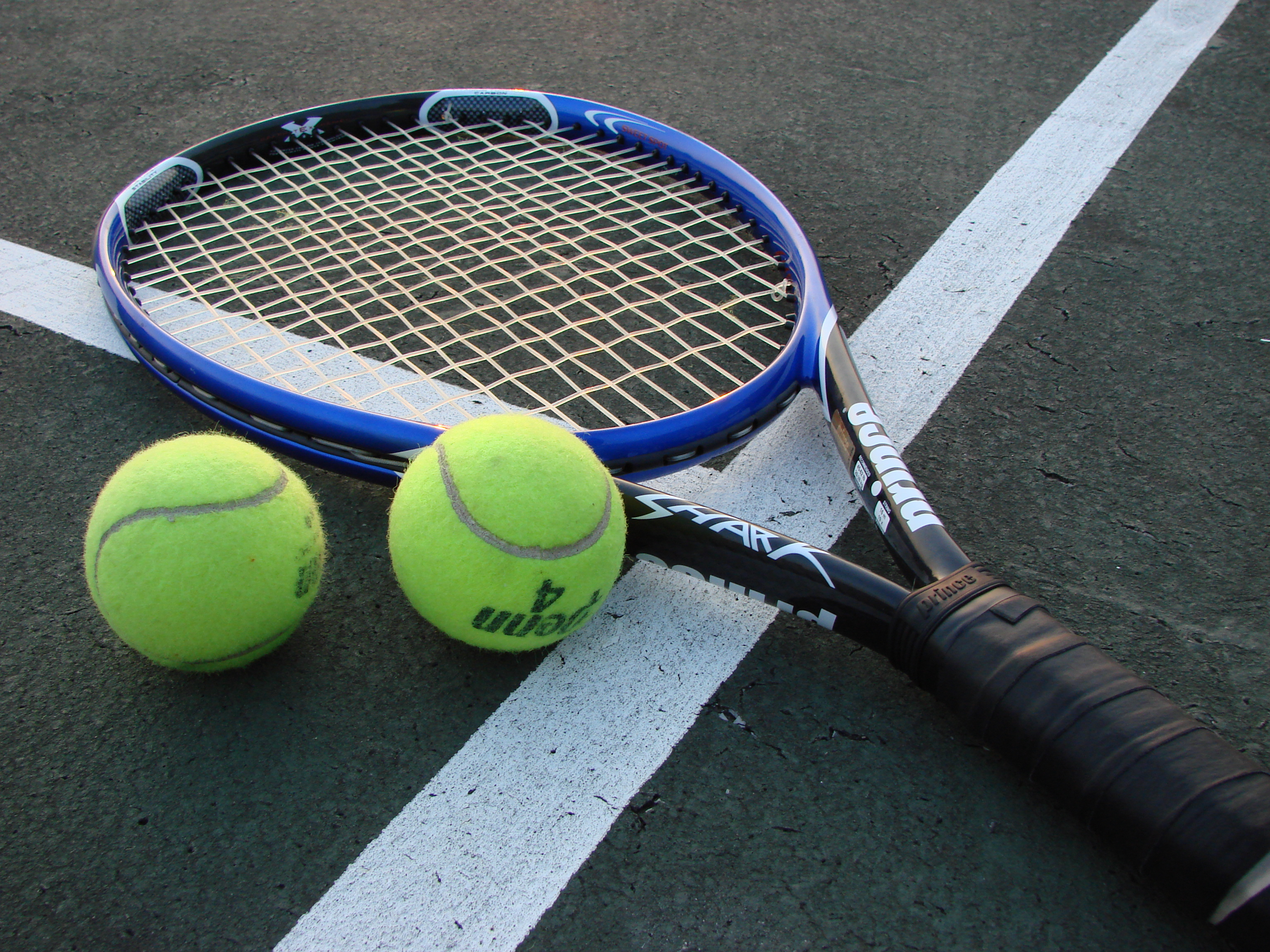
그라파이트와 탄소 소재로 만들어진 현대의 테니스 라켓과 공.

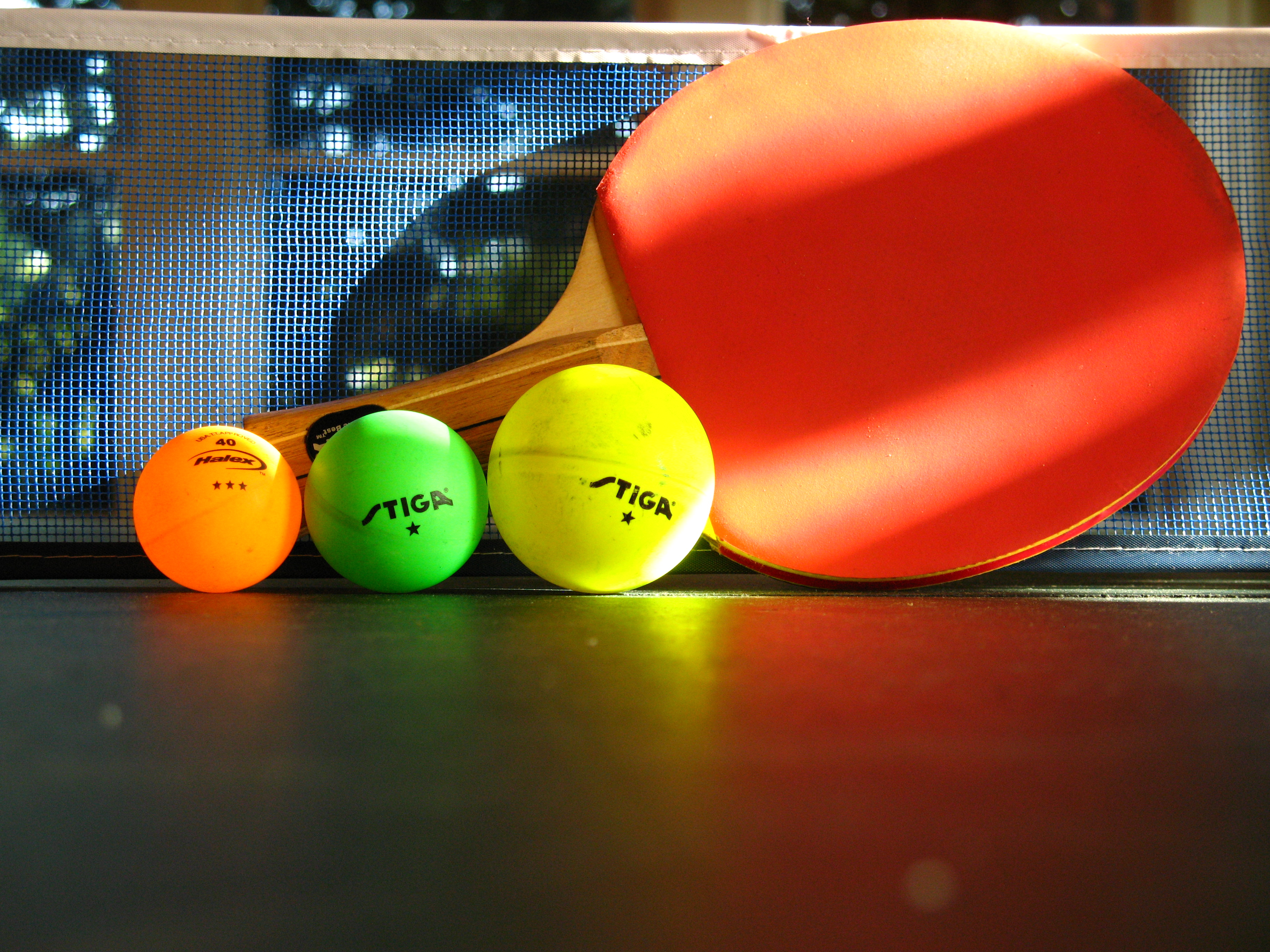
3가지 크기의 셀룰로이드 공과 탁구 라켓.

라켓(영국 영어: racquet, 미국 영어: racket)은 줄이 그물 형태로 단단히 고정된 원형의 테에 손잡이가 달린 스포츠 장비의 한 종류이다. 테니스, 스쿼시, 라켓볼, 배드민턴 등의 스포츠에서 공 또는 셔틀콕 따위를 치는 도구로 사용된다. 라켓을 사용하는 이러한 스포츠들을 통틀어 라켓 스포츠라고도 한다.
옛날에는 모든 스포츠에서 쓰이는 라켓의 프레임이 합판재로 만들어졌었다. 또한 줄은 거트(gut)라고 불리는 동물의 창자로 만들어졌었으며, 고양이 창자가 가장 널리 이용되었다. 합판재 재질은 줄의 당기는 힘을 견뎌내는데 한계가 있었으므로, 전통적인 라켓의 크기는 일정 수준 이상 커질 수가 없었다. 라켓 생산자들은 강도를 향상시키기 위해 라켓에 목재 이외의 소재를 첨가하기 시작했는데, 처음에는 철이, 그 다음에는 알루미늄, 그리고 탄소 섬유 합성 소재가 사용되었다. 오늘날 대부분의 라켓은 탄소 섬유, 섬유 유리, 티타늄 합금 또는 세라믹 등의 소재의 복합물을 사용하여 만들어진다. 목재 소재는 실내 테니스, 라켓(Rackets - 실내 라켓 스포츠 경기의 일종), 자레(xare) 등의 일부 종목에서만 쓰인다.
거트는 부분적으로 나일론, 폴리아미드(polyamide) 및 기타 중합체(polymer)로 만들어진 합성 소재로 대체되었으나, 천연 거트 또한 여전히 사용되고 있다. 라켓의 줄은 반복된 사용으로 탄력이 감소하거나 마모 또는 절단될 경우 새것으로 교체하여 사용할 수 있다.

## 배드민턴
배드민턴 라켓은 80~100g 정도의 무게이고 가볍다. 셔틀콕을 가격하는 라켓은 테니스 라켓에 비해서 무게가 가볍고 가늘며, 머리의 길이는 약 30cm이고 최장 길이는 68cm이다. 현대의 라켓은 탄소섬유(플라스틱이 강화된 흑연)합성물, 재료의 다양함으로 인해 증가될 수 있는, 로 구성되어있다. 탄소섬유는 무게에 비해 뛰어난 힘을 갖고 있고, 단단하며, 운동에너지를 잘 전달한다. 탄소섬유합성물을 적용하기 이전에, 라켓은 무게와 가격이 많이 나가는 나무로 만들어졌다.
라켓의 크기와 모양이 규칙에 의해 제한 되어있음에도 불구하고, 많고 다양한 라켓의 디자인들이 존재한다. 전통적인 타원모양은 아직도 이용이 가능하지만, 같은 크기의 헤드 모양도 새로운 라켓에서 점점 공통적으로 되어가고 있다.

## 비교
베드민턴의 라켓과 테니스의 라켓은 다르다